# فرضیه یوسیت

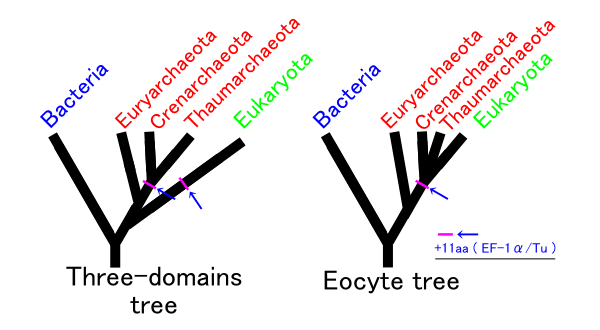
تفاوت فرضیه یوسیت با سامانه سه‌قلمرویی

فرضیه یوسیت (Eocyte hypothesis) یک آرایه‌شناسی است که یوکاریوت‌ها را منشأ گرفته از چشمه‌باستانیان که شاخه‌ای باستانیان که پروکاریوت هستند و قبلاً یوسیت (eocytes) نامیده می‌شدند، می‌داند.
نظریهٔ رقیب آن، سامانه سه‌قلمرویی که در سال ۱۹۷۷ توسط کارل ووز پیشنهاد شد در جهان علمی پذیرفته‌تر شده است.
البته با پیشرفت‌های ژنومیک و کشف شواهد جدید، فرضیه یوسیت در میانه دهه ۲۰۰۰، جان تازه گرفته است.